# Vega de Río Palmas
Vega de Río Palmas ist ein Ort der Gemeinde Betancuria auf Fuerteventura. Der Name bedeutet Aue am Palmenfluss. Im Jahr 2013 zählte der Ort 187 Einwohner.
Vega de Río Palmas liegt am oasenartigen Barranco de las Peñitas. Teilweise wird dort noch Terrassenfeldbau betrieben. Mit Hilfe von Windrädern pumpen die Bauern Grundwasser in die von Lehmmauern umgebenen Felder. Dabei kommt ihnen der Umstand zugute, dass das auf über 200 m Höhe gelegene Tal über etwas mehr Grundwasser verfügt als andere Gegenden der Insel.

## Die Wallfahrtskirche
Die 1666 erbaute Kirche trägt den Namen Iglesia de Nuestra Señora de la Peña. Ihre Form ist typisch für spanischen Kolonialstil. Die durchgestaltete Fassade setzt sich von den eher schlichten Bauformen des anschließenden Langhauses ab. Das klar gegliederte Renaissanceportal wird von Zwillingssäulen flankiert. Darüber – auf der Höhe des Dachs – ist ein steinerner Glockenstuhl für zwei Glocken aufgesetzt.
Im Hauptaltar befindet sich eine 23 cm große Alabaster-Marienfigur im Stil der französischen Spätgotik. Die Figur stellt die Felsjungfrau dar (Nuestra Señora de la Peña), seit 1675 Schutzheilige der Insel. Verschiedene Gemälde umgeben die Statue: Oben sieht man die Taufe Jesu von Engeln begleitet, seitlich die Heiligen St. Petrus und Paulus. Darunter ist links die Jungfrau der Apokalypse dargestellt und rechts Josefs Traum.
Die geschnitzte Artesonado-Decke über dem Altarraum weist auf maurischen Einfluss hin. Sie ist ein schönes Beispiel des Mudéjarstils, reichhaltig mit Ornamenten verziert.

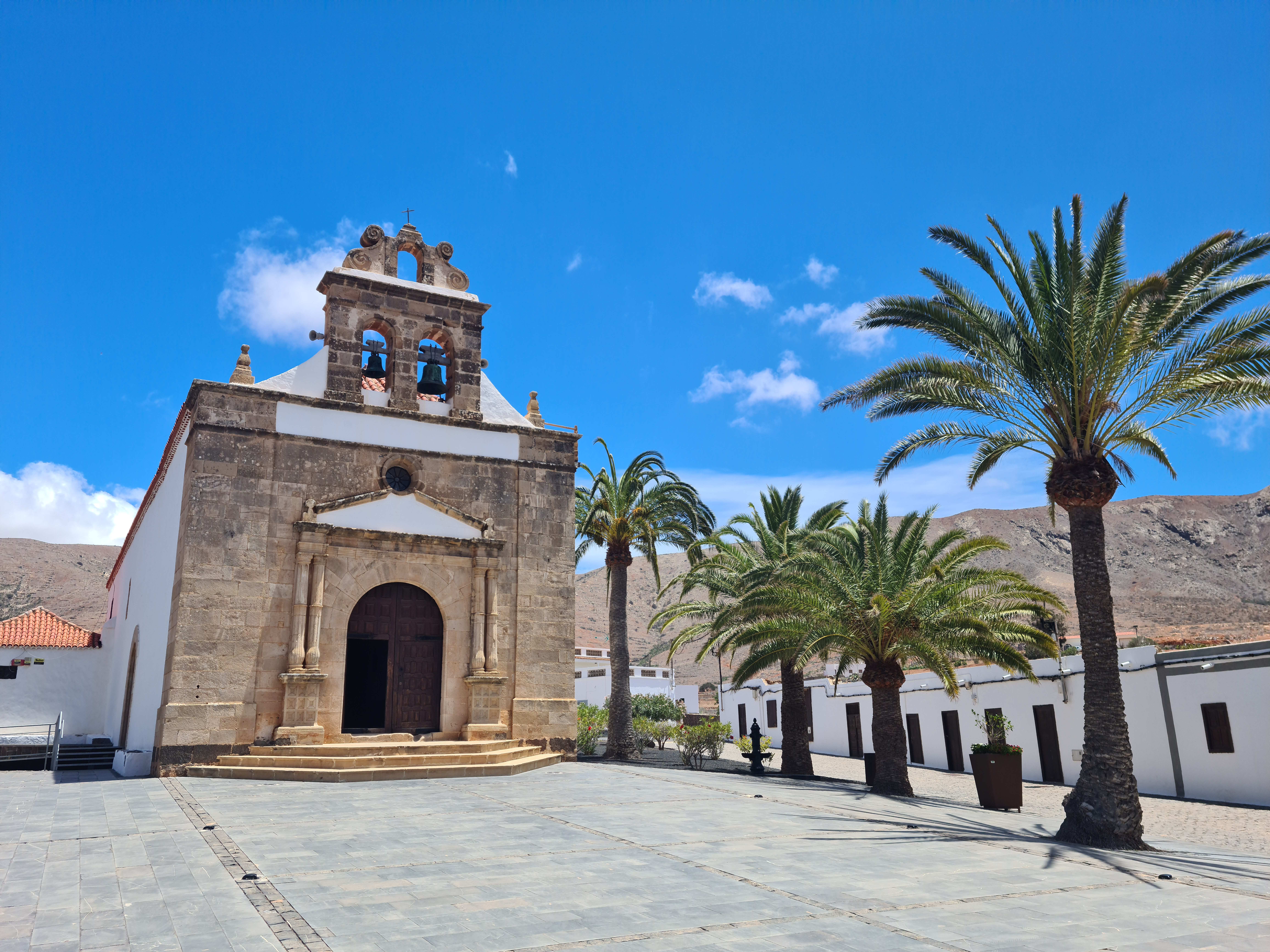
Eingangsfassade und Vorplatz
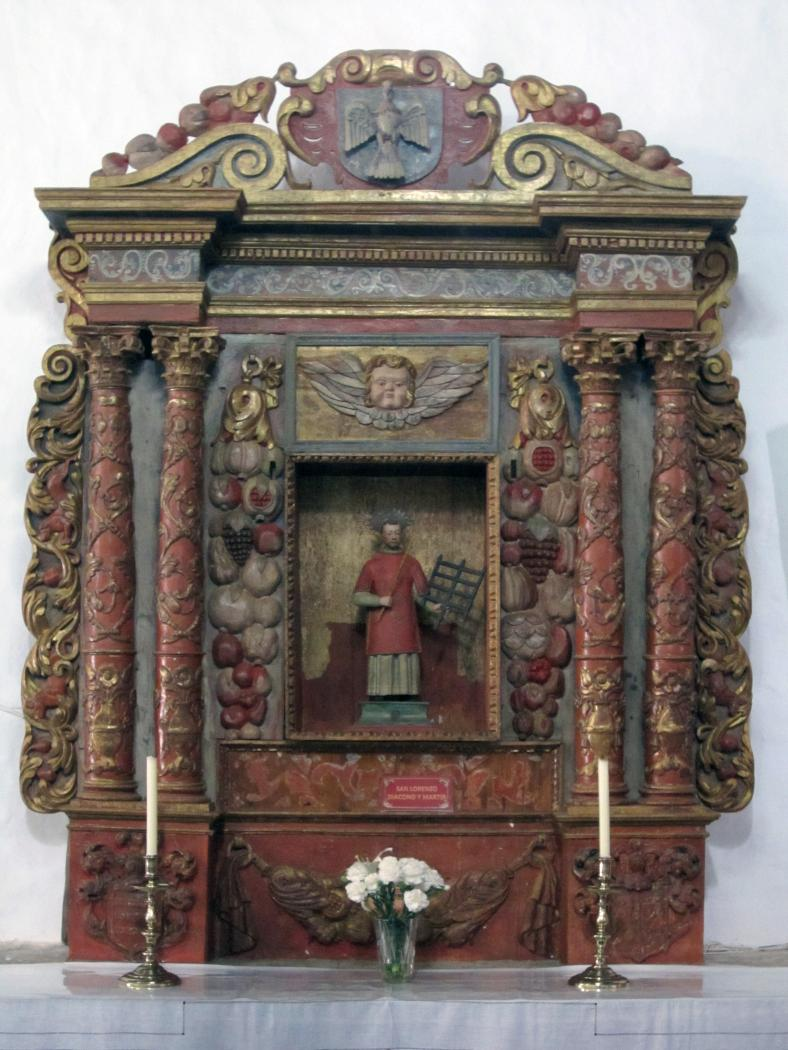
Nebenaltar
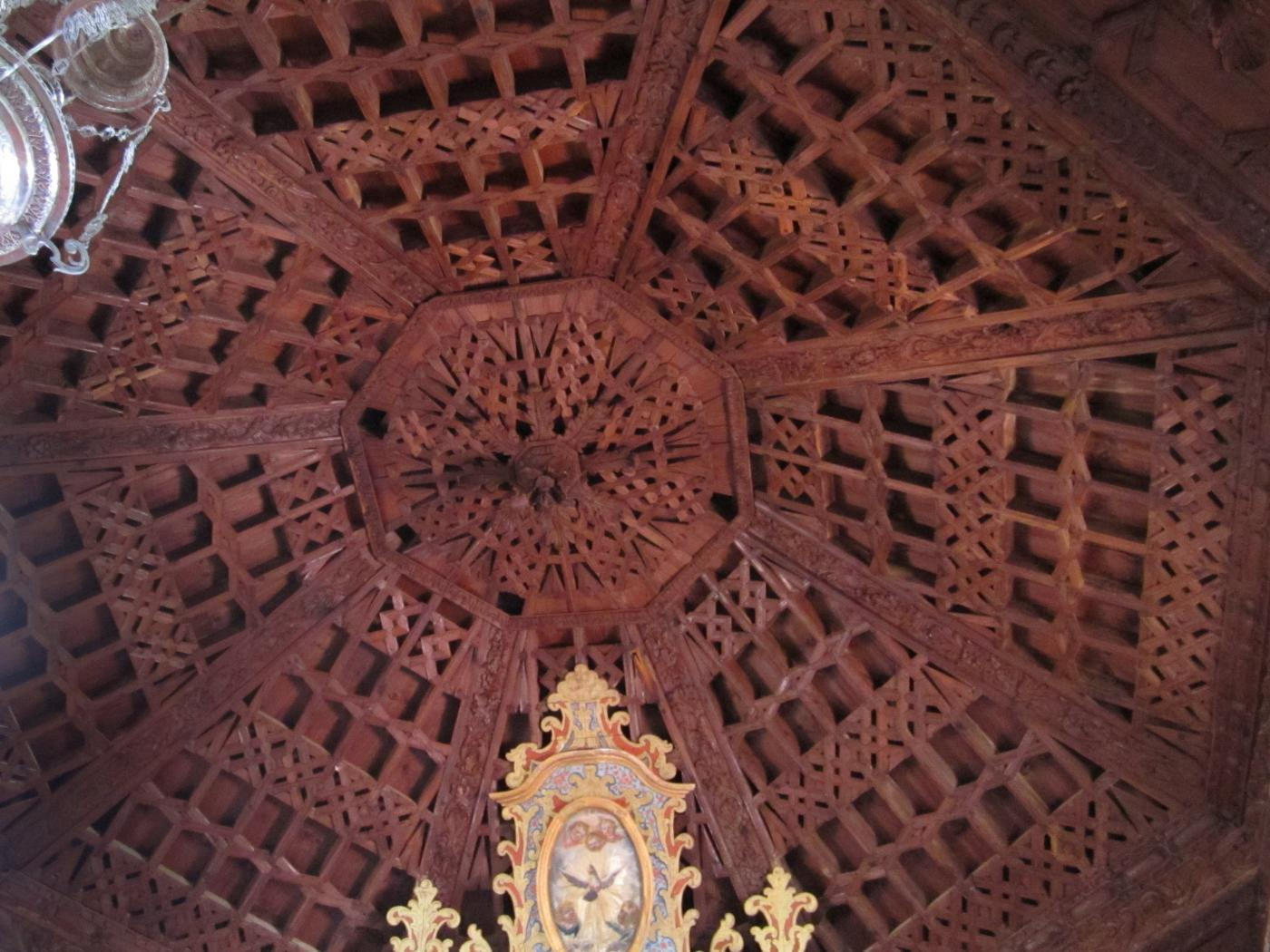
Artesonado-Kirchendecke

## Die Felsjungfrau – Tatsachen und Legende

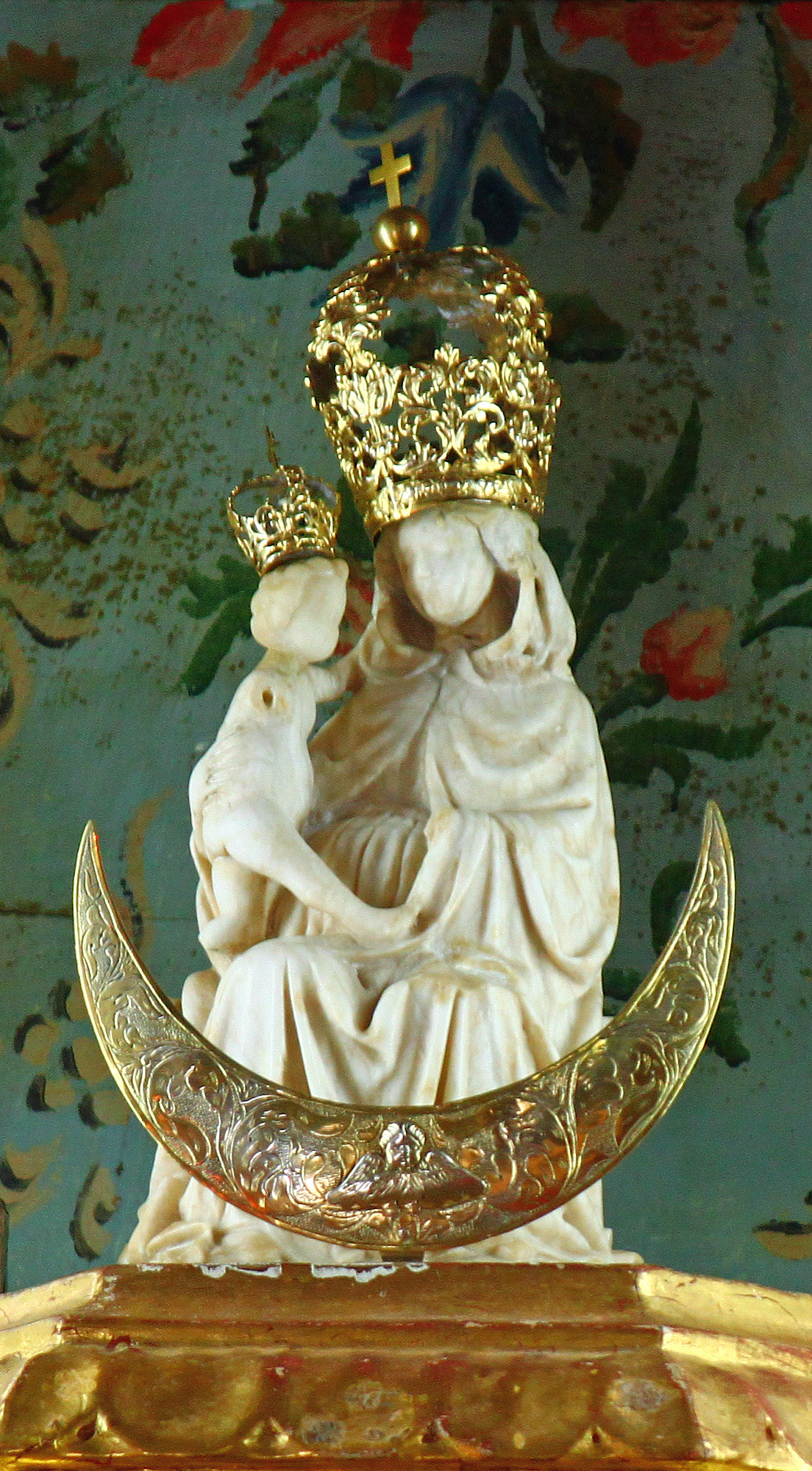
Die 23 cm große Alabasterfigur der Felsjungfrau

Da die Statue französische Stilelemente zeigt, vermutet man, dass die Eroberer der Insel die Figur aus der Normandie mitgebracht haben. Aus Angst vor Piratenüberfällen wurde sie dann in der nahen Felsschlucht Mal Paso versteckt und Jahre später durch Zufall von einem Mönch wiederentdeckt.
Die Legende beschreibt das etwas anders:
Beim Sammeln von Kräutern in der Schlucht Mal Paso nahm ein Mönch geheimnisvolle Lichter wahr, die aus dem Fels zu kommen schienen, manche sprechen auch von einer gewaltigen Musik. Bald fanden sich seine Ordensbrüder ein, um an besagter Stelle das Gestein aufzuschlagen, wobei sie auf die Felsjungfrau stießen. Dem Heiligen Didacus gelang es schließlich, die Figur aus der Spalte herauszuschlagen.
In Erinnerung an das Ereignis wurde an der Fundstelle eine Kapelle errichtet, die Ermita de Nuestra Señora de la Peña. An jedem dritten Septemberwochenende findet im Barranco de las Peñitas eine Prozession statt, bei der man die Figur der Felsjungfrau von der Wallfahrtskirche zur Kapelle trägt.

## Der Barranco de las Peñitas

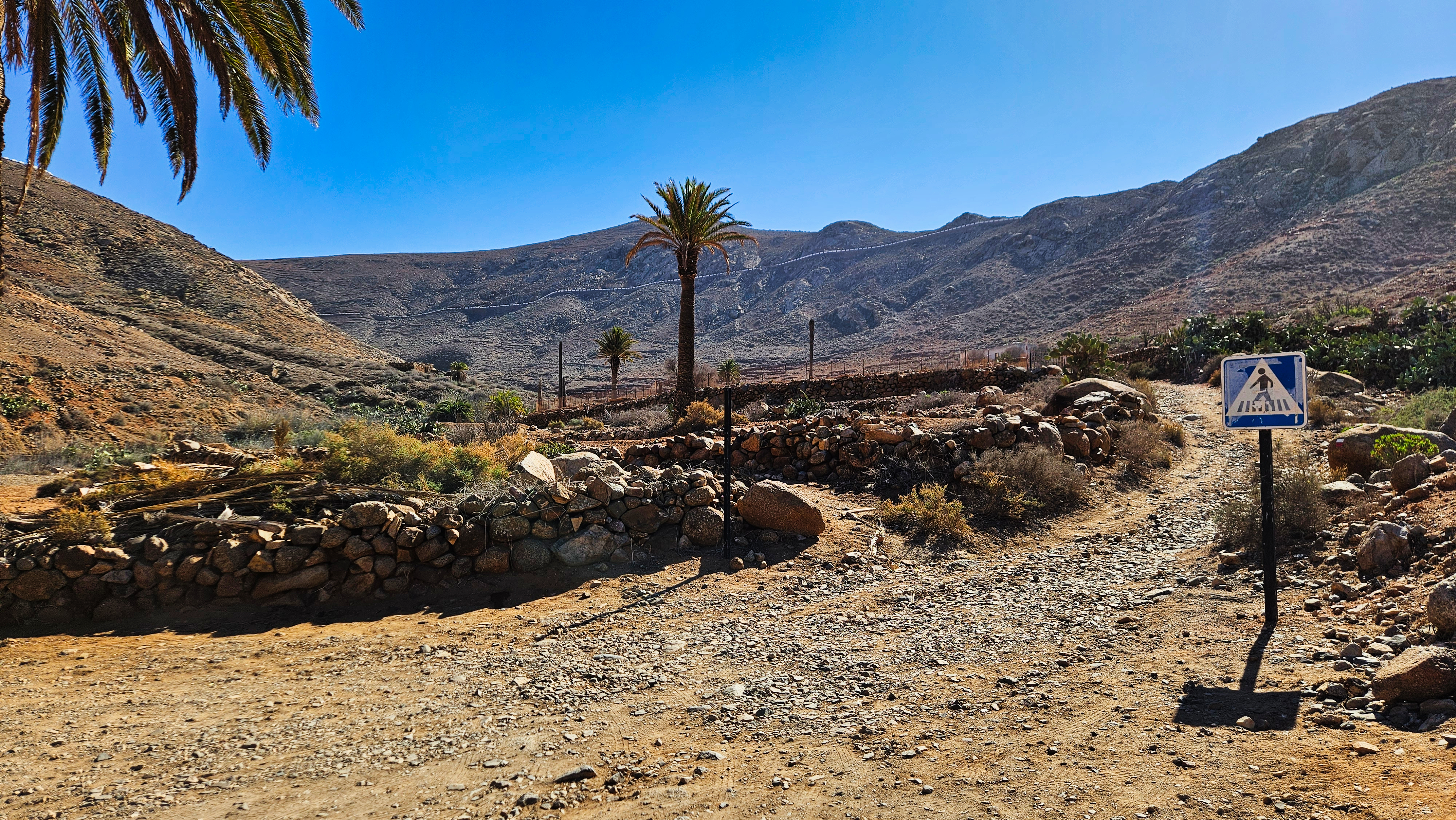
Ein Fußgängerüberweg im Valle del Granadillo

Das mit Palmen, Tamarisken und kanarischen Weiden bewachsene Tal erstreckt sich südwestlich des Ortes. Wo sich das Tal zu einer Schlucht verengt, wurde in den 1940er Jahren ein Stausee (Presa del las Peñitas) angelegt, um die Versorgung der Insel mit Wasser zu verbessern. Er verlandete jedoch sehr schnell und ist heute fast vollständig mit Sedimenten und Geröll gefüllt.
Unterhalb der Staumauer beginnt die Felsschlucht Mal Paso, die aus Syenit, einem Granit-ähnlichen vulkanischen Tiefengestein besteht, welches durch die Erosion des zentralen Vulkans nur hier an die Oberfläche gelangt ist.
Der Barranco de las Peñitas ist auf einem gut ausgebauten Wanderweg zugänglich. Von der Kirche in Vega de Río Palmas folgt man zunächst einem mit GR 131 ausgeschilderten Weg und biegt nach etwa 1,5 km nach einem Ausflugslokal in Richtung Ajuy ab.

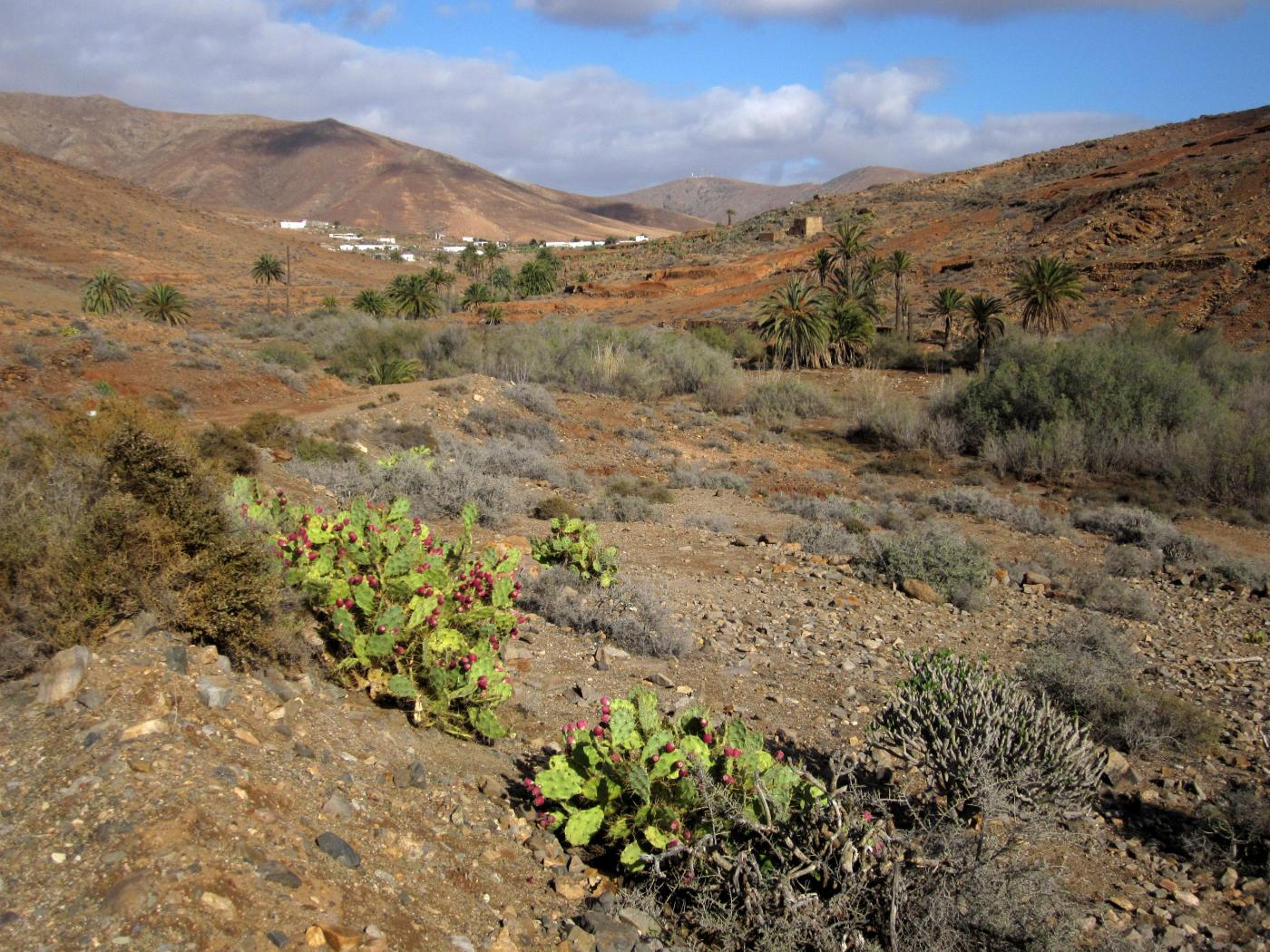
Palmental Richtung Osten mit Blick auf den Ort
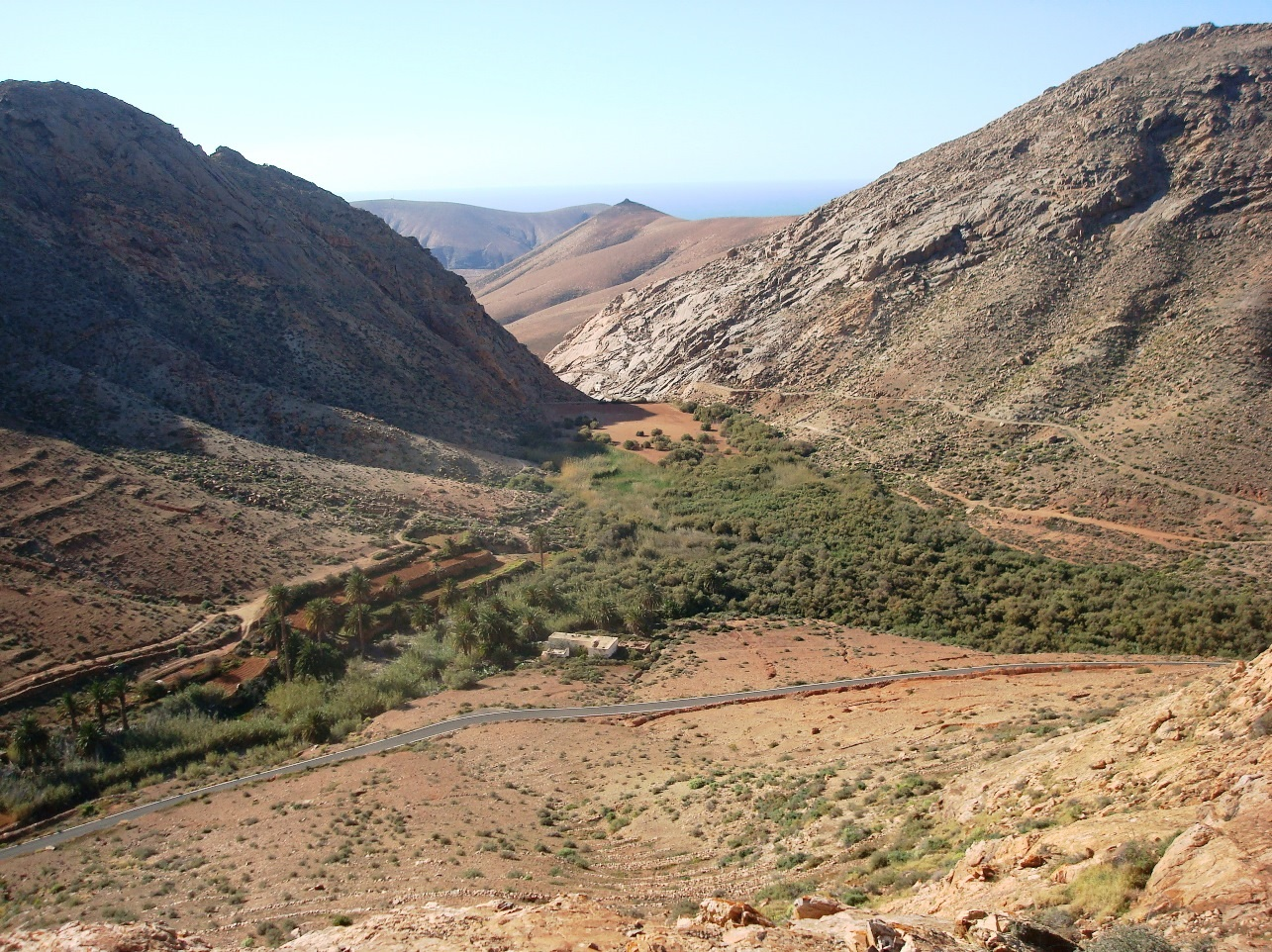
Blick auf den Stausee Presa de las Penitas
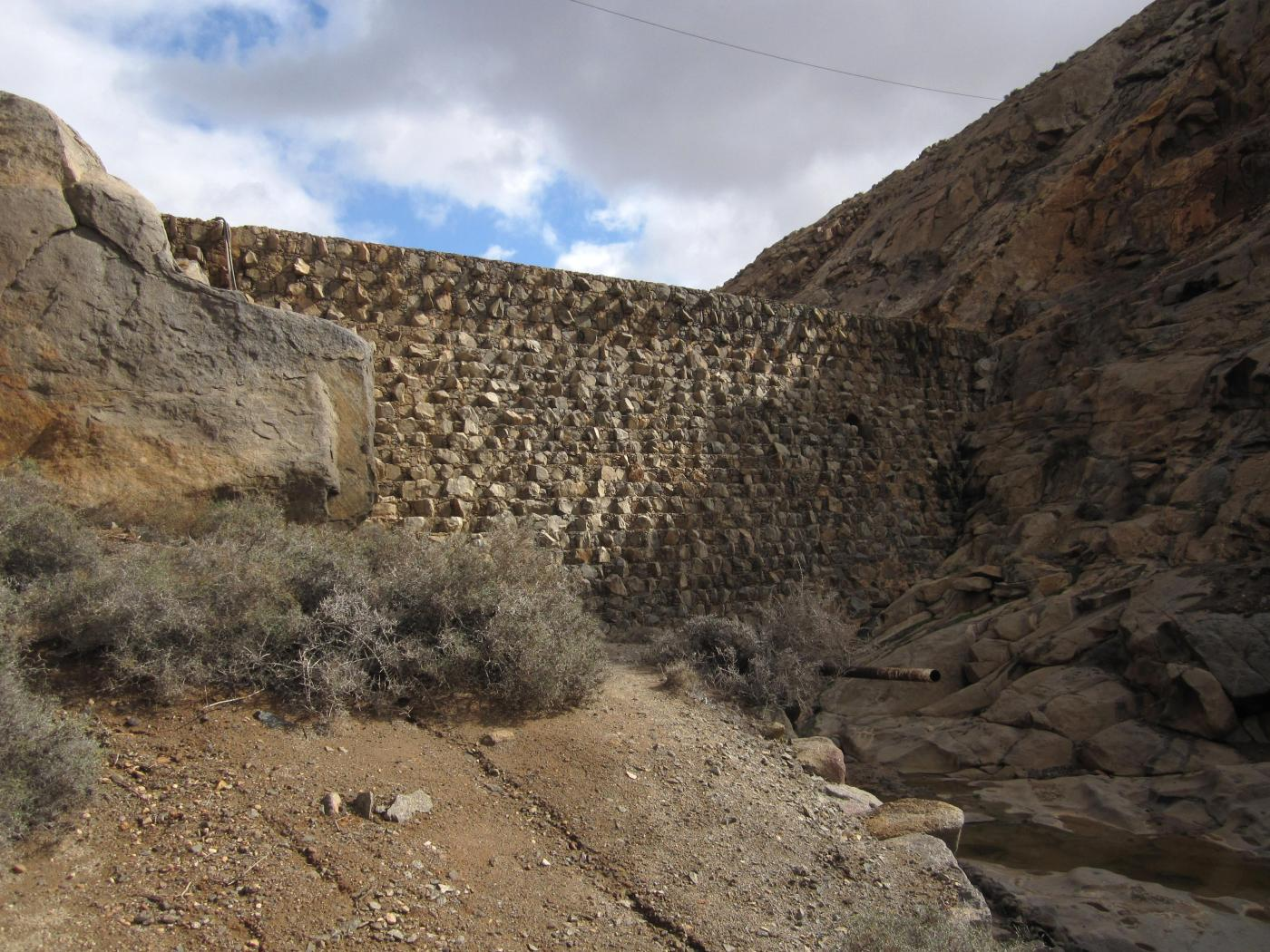
Staumauer des Stausees Presa del las Peñitas
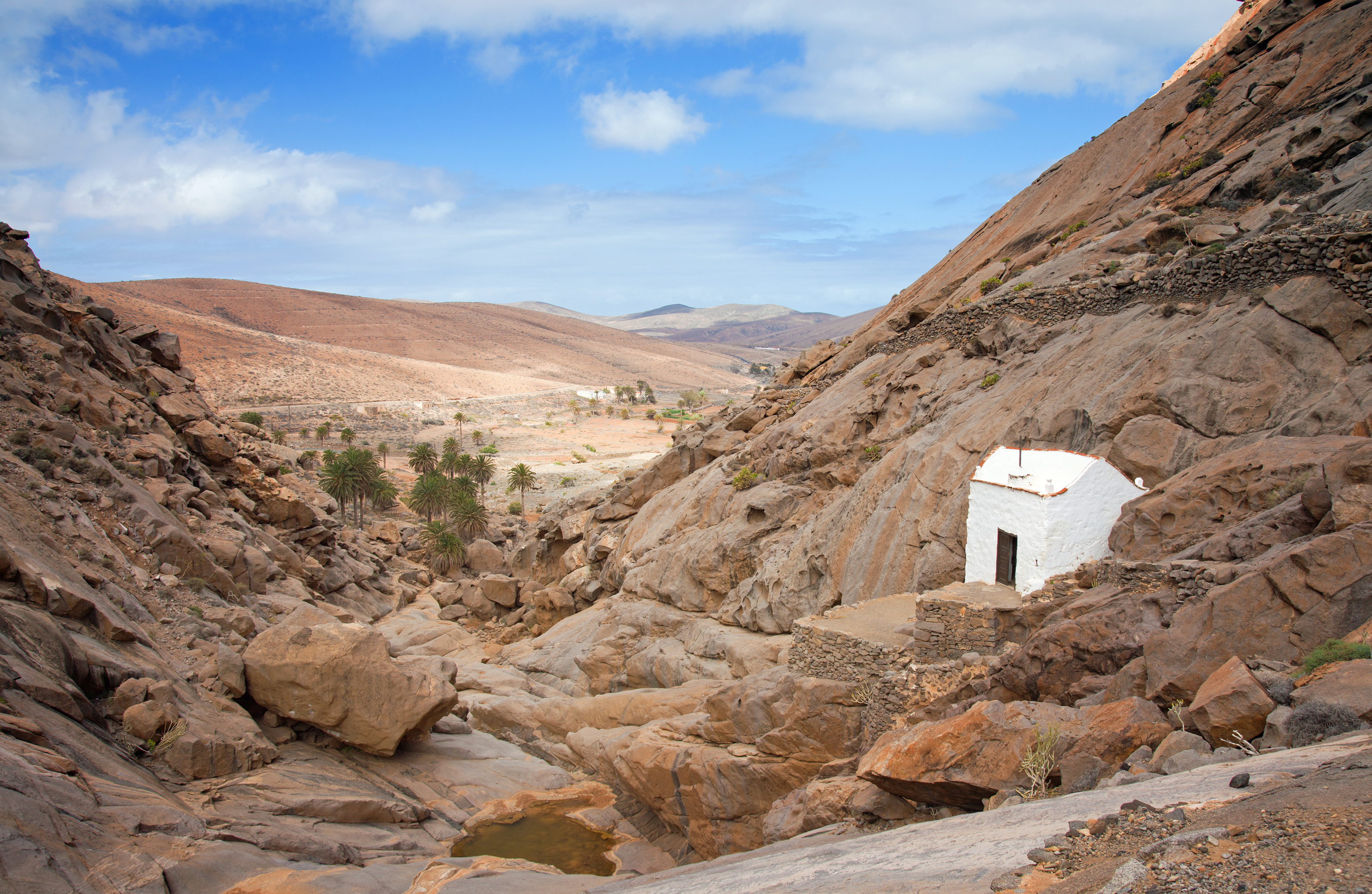
Ermita de Nuestra Señora de la Peña in der Schlucht Mal Paso
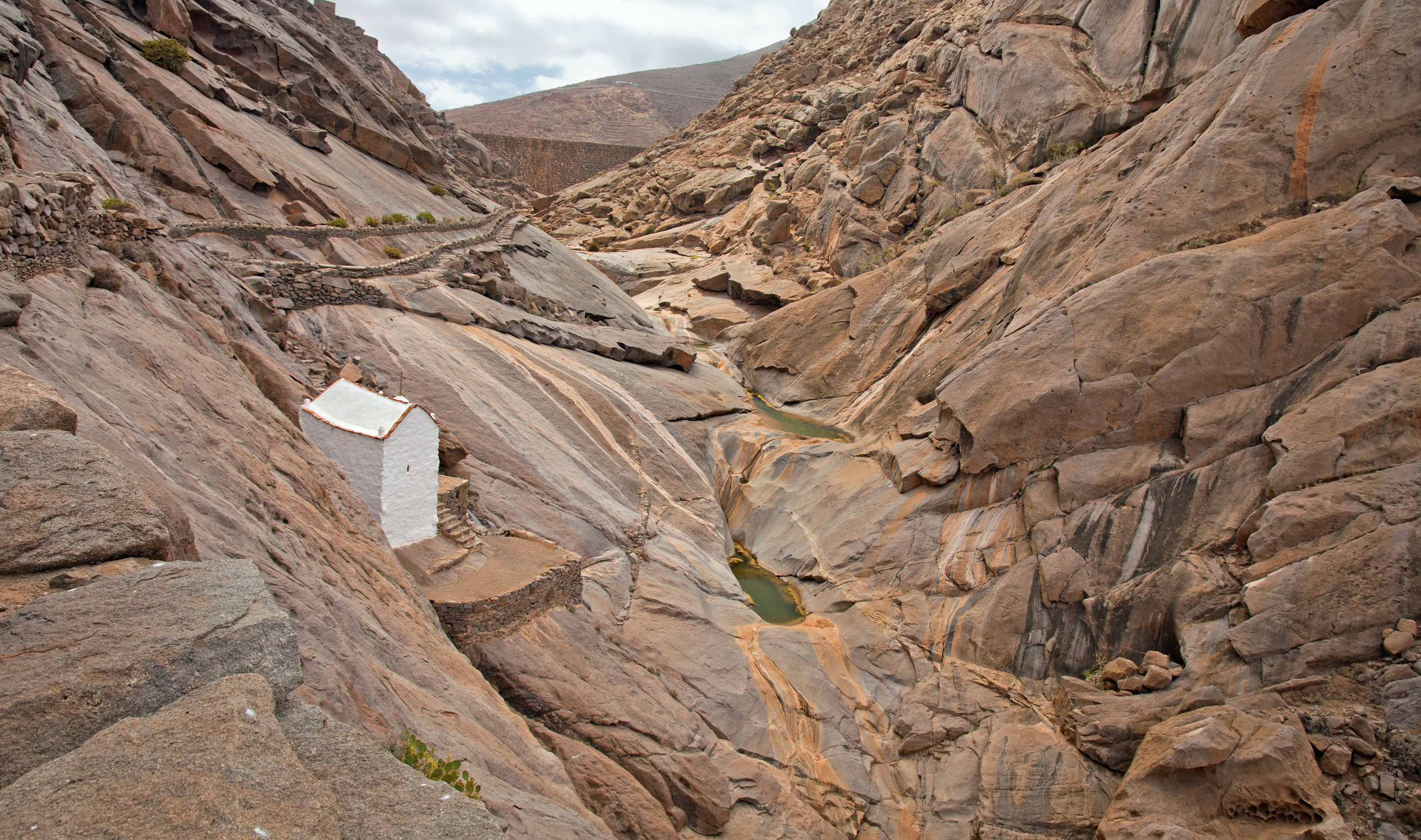
Ermita de Nuestra Señora de la Peña